# Bernalillo
Bernalillo è un comune (city) degli Stati Uniti d'America e capoluogo della contea di Sandoval nello Stato del Nuovo Messico. La popolazione era di 8,320 persone al censimento del 2010.

## Geografia fisica
Bernalillo è situata a 35°18′34″N 106°33′07″W (35.309363, -106.552032).
Secondo lo United States Census Bureau, ha un'area totale di 4,7 miglia quadrate (12 km²).

## Società

### Evoluzione demografica
Secondo il censimento del 2000, c'erano 6,611 persone.

### Etnie e minoranze straniere
Secondo il censimento del 2000, la composizione etnica della città era formata dal 60,17% di bianchi, lo 0,74% di afroamericani, il 3,92% di nativi americani, lo 0,20% di asiatici, il 31,34% di altre razze, e il 3,63% di due o più etnie. Ispanici o latinos di qualunque razza erano il 74,75% della popolazione.